# پری دریایی (فیلم ۲۰۱۶)
پری دریایی (انگلیسی: The Mermaid) یک فیلم به کارگردانی استفن چو است که در سال ۲۰۱۶ منتشر شد.

## داستان
پروژهٔ ساختمانیِ شخصی بنام ژوان که شامل بخشی از دریا نیز می‌شود، زندگی پری‌های دریایی را به خطر انداخته است. شان که یک پری دریایی است برای متوقف کردن ژوان قدم پیش می‌گذارد و همین مسئله باعث می‌شود این دو عاشق یکدیگر شوند. ژوان دیگر تصمیمش را گرفته و می‌خواهد پروژه را متوقف کند، اما یک سازمان مخفی شروع به شکار کردنشان و دیگر پری‌های دریایی می‌کند.